# Kris Biantoro
Kris Biantoro cuyo nombre verdadero es Rahmat Riyadi (Magelang, Java Central, 17 de marzo de 1938-13 de agosto de 2013) fue un actor y cantante indonesio. Se casó con una ciudadana vietnamita, María Nguyen Kim Dung, quien reside actualmente en la zona de Cibubur. Tuvo dos hijos, Invianto-Henny y Ceasefiarto-Adelina, de por medio dos nietos llamados, Iyo and Rafa.
Biantoro se hizo conocer como maestro de ceremonias (MC) y que se hizo popular entre el público. También en un evento llamado, "Dansa yo Dansa" difundida por la cadena televisiva TVRI. 

## Biografía
Durante la escuela secundaria que cursaba Biantoro, en Yogyakarta, en la década de los años 1950 comenzó a demostrar su talento como cantante. Luego se mudó a Yakarta, fue una vez parte la operación Trikora, se trasladó después a Australia, llevándose a su esposa, además trabajó como vendedor de pan en Australia.

## Discografía
- Mungkinkah
- Jangan Ditanya Kemana Aku Pergi
- Angela
- Juwita Malam
- Answer Me oh My Love
- The Impossible Dream

## Filmografía
- Last Tango in Jakarta - 1973
- Si Manis Jembatan Ancol - 1973
- Bulan di Atas Kuburan - 1973
- Paul Sontoloyo - 1974
- Atheis (film)|Atheis]] - 1974
- Pilih Menantu  - 1974
- Kuntianak - 1974
- Bajingan Tengik - 1974
- Bawang Putih - 1974
- Tiga Sekawan - 1975
- Akulah Vivian - 1977
- Kuda-Kuda Binal - 1978